# Bryum brevicoma
Bryum brevicoma är en bladmossart som beskrevs av Georg Ernst Ludwig Hampe 1879. Bryum brevicoma ingår i släktet bryummossor, och familjen Bryaceae. Inga underarter finns listade i Catalogue of Life.